# 短锥花小檗
短锥花小檗（学名：Berberis prattii），为小檗科小檗属下的一个植物种。